# Карл Шпіцвеґ
Карл Шпі́цвеґ (нім. Carl Spitzweg; 5 лютого 1808, Ґермерінґ — 23 вересня 1885, Мюнхен) — німецький художник-романтик та поет. Його розглядають як одного з найважливіших митців епохи бідермаєру.

## Життєпис

### Батьківська родина
Батько походив з німецьких селян. Мати була донькою багатого оптового торговця фруктами. У родині було три сини. Старший, Симон, став продовжувачем родинного бізнесу. Молодший, Едвард, за планами батька мав стати лікарем. Карл мав стати фармацевтом. Мати померла 1819 року, коли Карлу виповнилося 11 років. Батько знову взяв шлюб із сестрою померлої дружини — фрау Марією Кресценц.

### Університетська нехудожня освіта
Карл закінчив школу та за планом батька почав опановувати аптекарську справу. Однак 1828 року помер батько. Вільний від батьківського примусу Карл провів один рік із мандрівними театральними акторами і сценографами. До 1823 року належать його перші збережені малюнки. 1829 року помер його старший брат, що відбув у торговельних справах у місто Александрію (Арабський Єгипет). Карл закінчив курс у Мюнхенському університеті 1832 року на відмінно (відділ хімії, фармації і ботаніки). По закінченню університету Карл працював в аптеці.
1833 року він захворів, покинув аптеку, лікувався і став спадкоємцем частини родинного майна. Зміни у матеріальному стані і бажання стати художником вплинули на рішення присвятити себе живопису. Тобто Карл Штіцвеґ ніколи не мав систематичної художньої освіти, а був автодидактом.

### Художня кар'єра

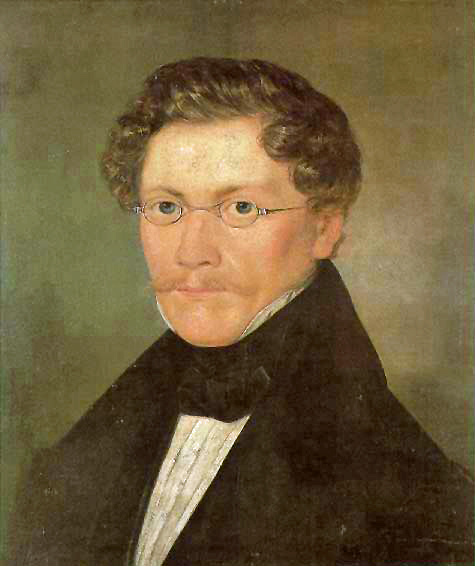
«Автопортрет», приблизно 1840 р.

Ще 1824 року він почав опановувати техніку роботи з олійними фарбами. Розпочався етап створення ескізів. Він продовжився під час подорожей Карла Шпіцвеґа в Далмацію, у Венецію. Він також відвідав Париж і Лондон, останній під час роботи там всесвітньої виставки. На зворотному шляху з Лондона Карл Шпіцвеґ відвідав Антверпен, Франкфурт-на-Майні та університетський Гейдельберг. Подорожі і нові враження від побуту нових країн і міст помітно розширили коло сюжетів, що розробляв художник. Серед них — пейзажі, побутові картини з життя пересічних громадян, ченців, євреїв тощо.
Його університетська освіта сприяла знанню фарб. У деяких картинах художник наблизився до технологій, відомих як імпресіонізм, хоча його манера більш спокійна та ретельна. З 1835 року він був членом Товариства художників Мюнхена. На становлення індивідуальності майстра вплинуло спілкування і сумісні подорожі з художником-пейзажистом Едуардом Шлейхом.
У творчому доробку Карла Шпіцвеґа 1500 картин і малюнків. Але він не мав впливових меценатів і не виборов популярності. Він довгий час залишався художником у тіні, художником-аутсайдером. Слава Шпіцвеґа як художника розгорілася лише в другій половині XX ст.

### Смерть
Художник помер у Мюнхені на 77 році життя від інсульту у власній майстерні.

## Галерея

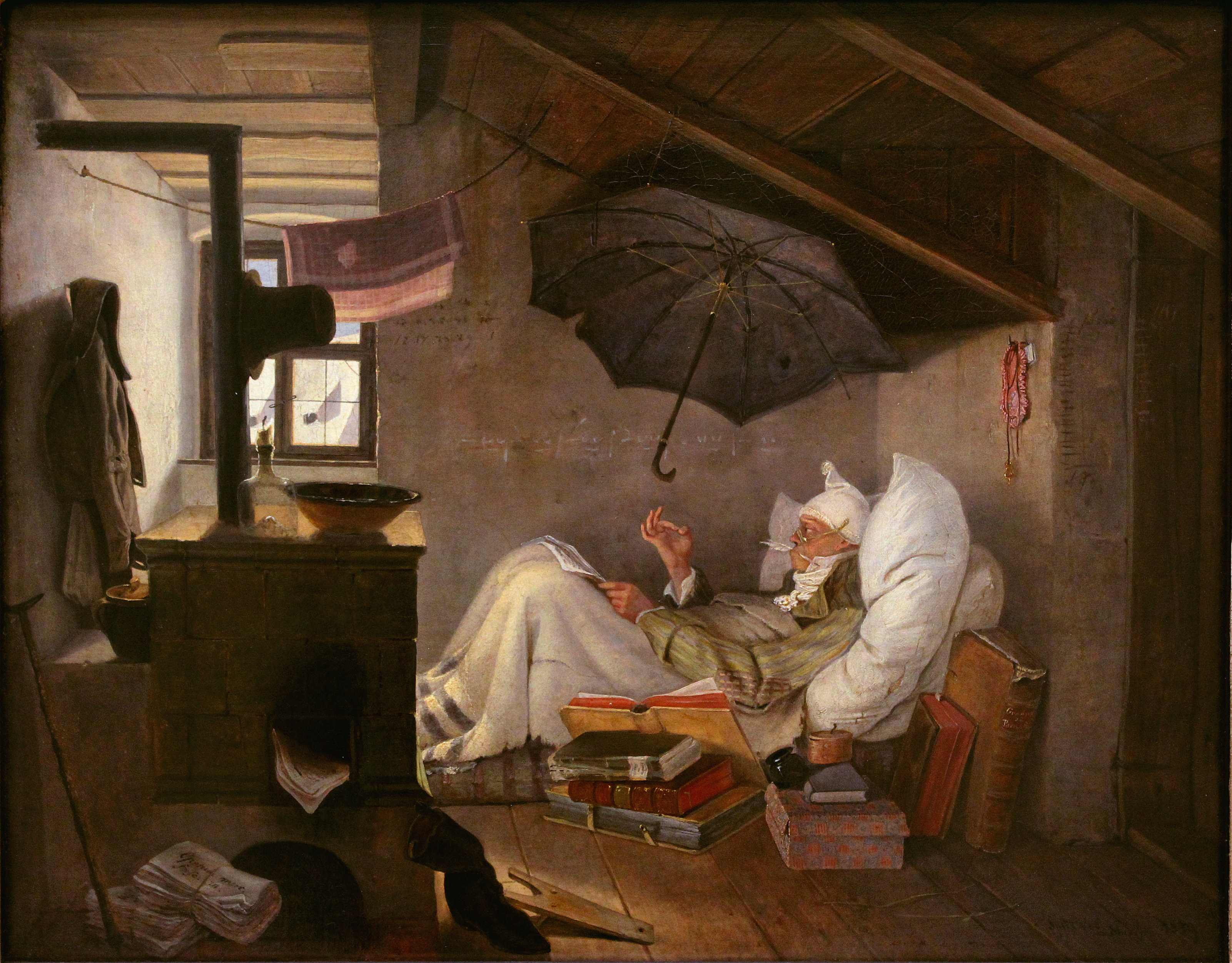
«Бідний поет», 1839
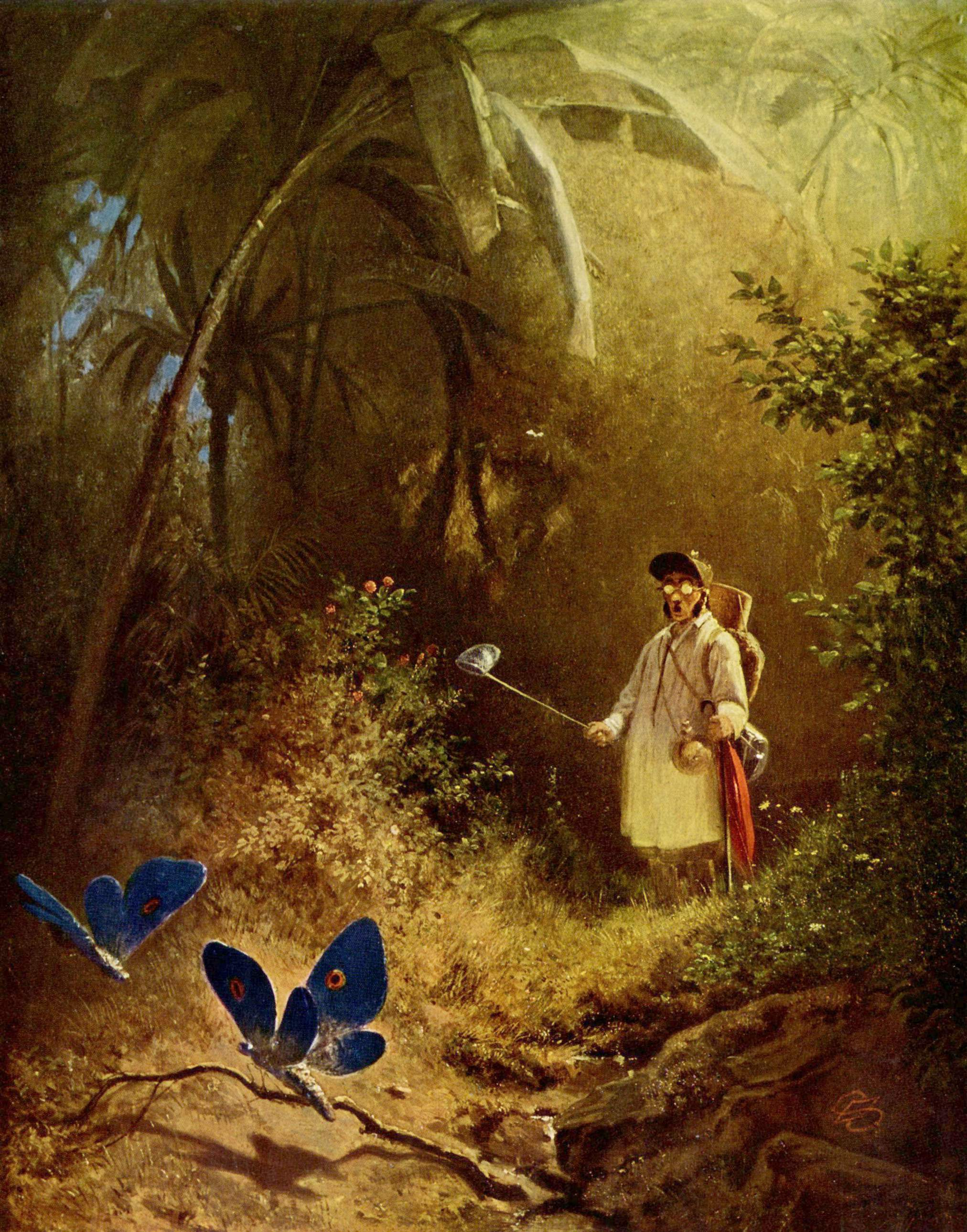
«Мисливець на метеликів», 1840
«Книжковий хробак», бл. 1850
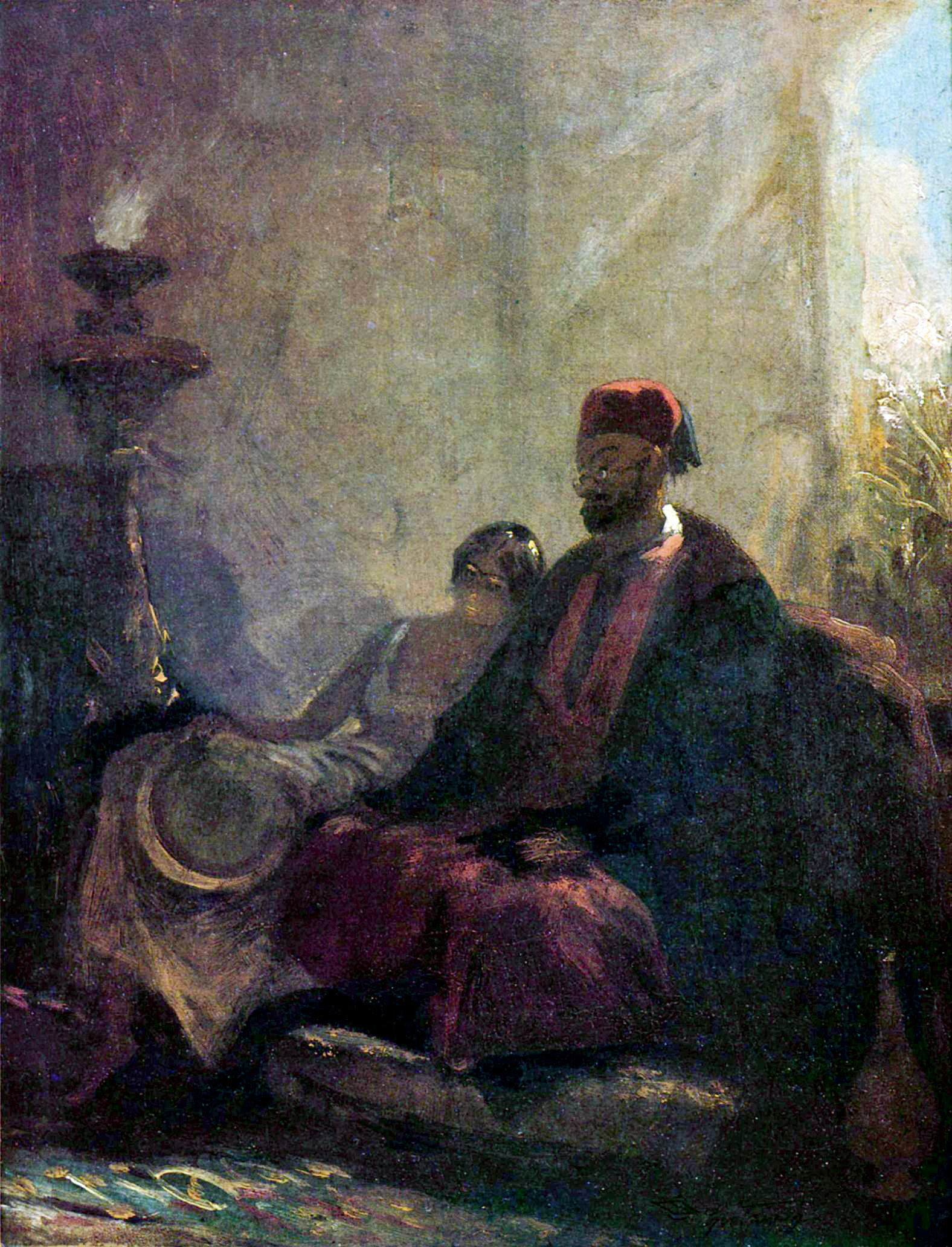
«У гаремі», після 1855)
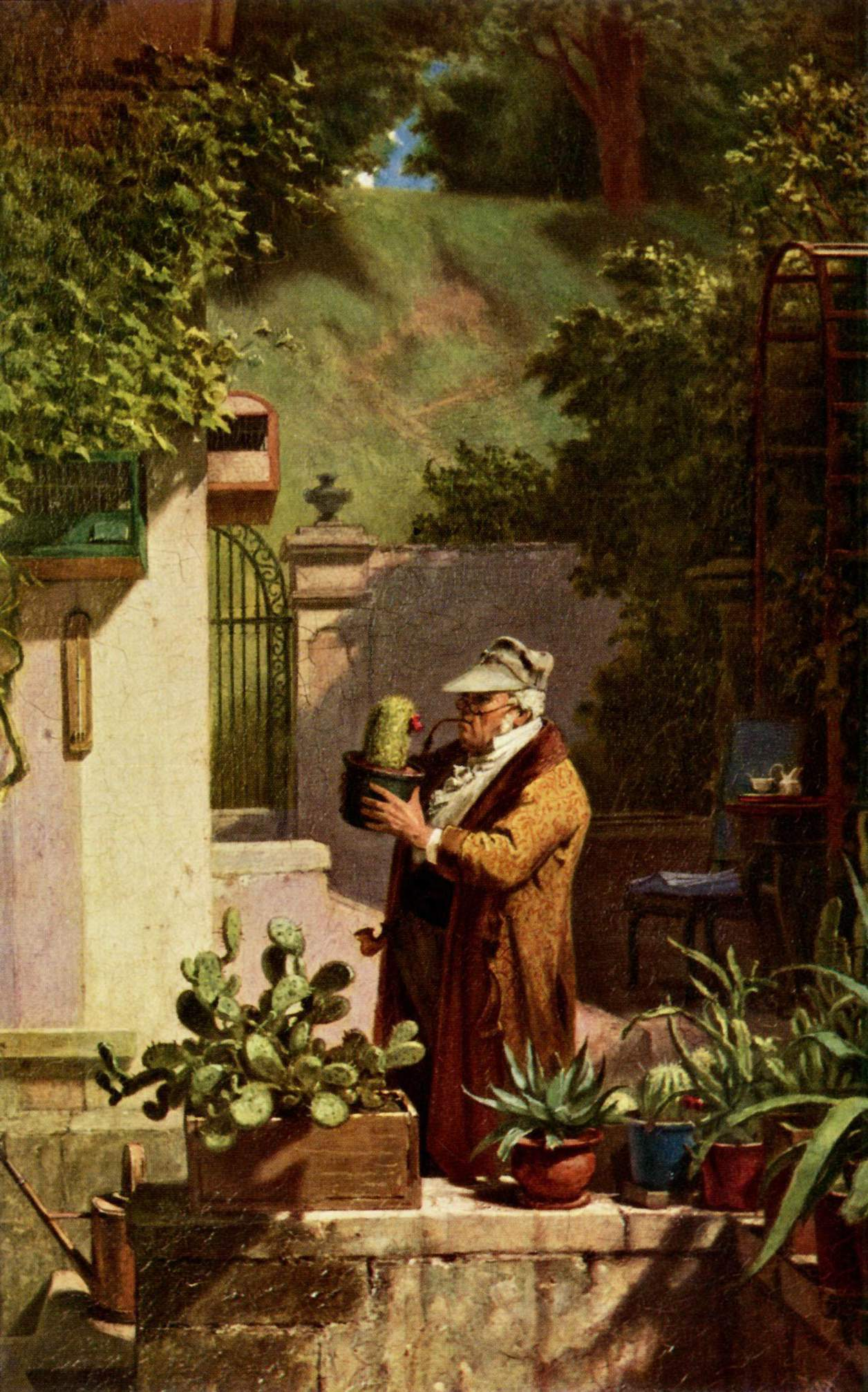
«Колекціонер кактусів», бл. 1856
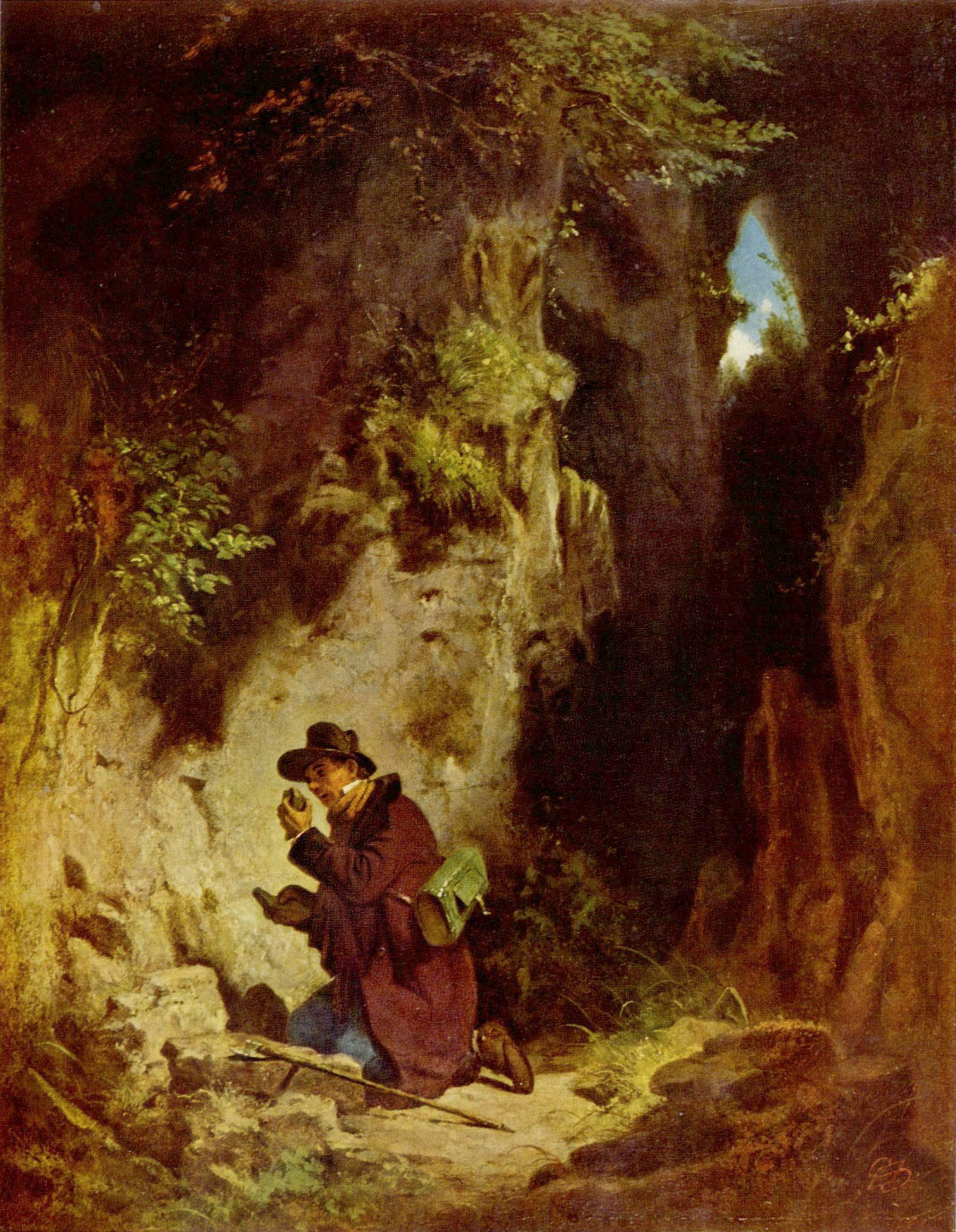
«Геолог», бл. 1860
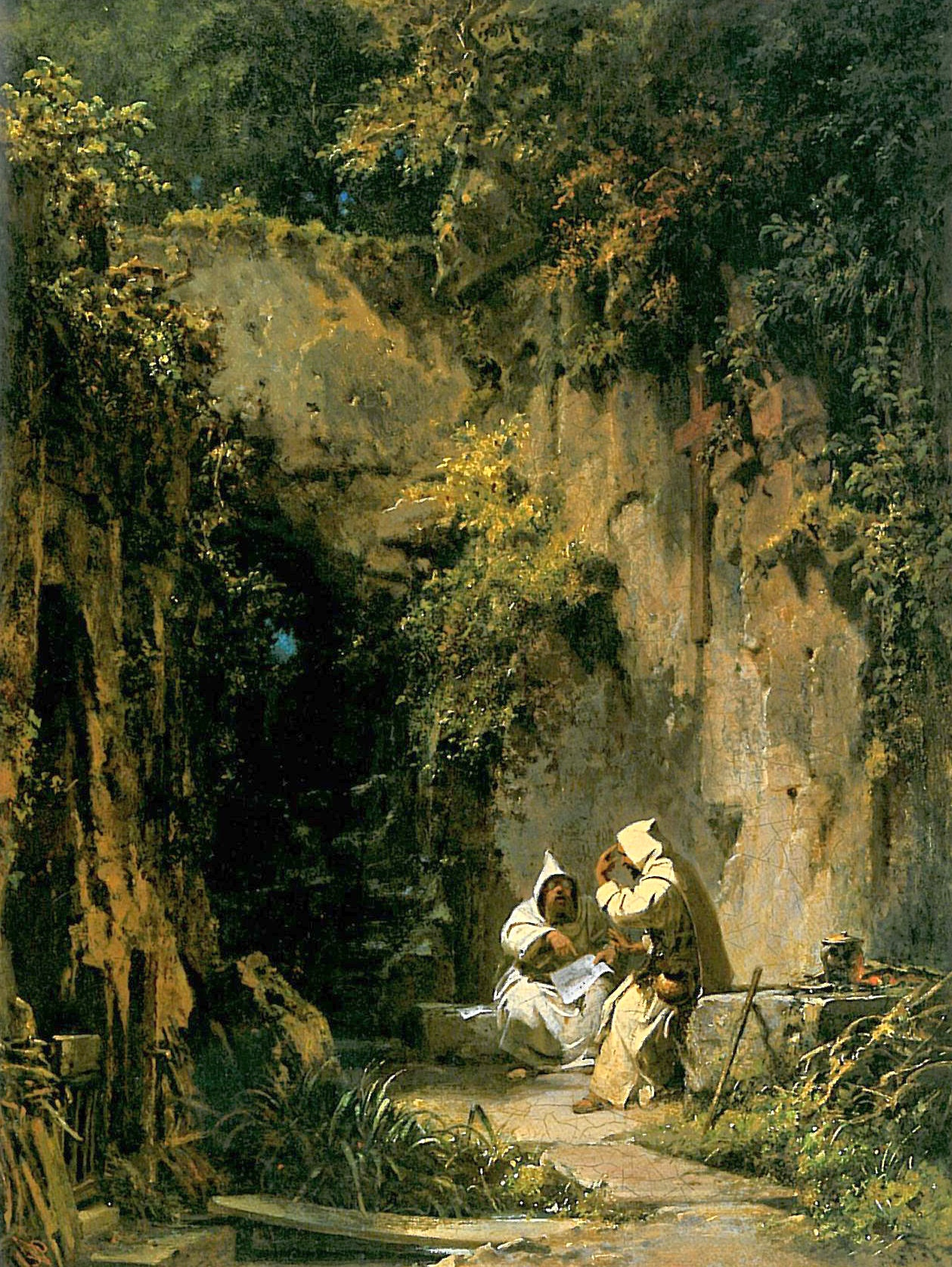
«Диспут двох ченців», до 1860
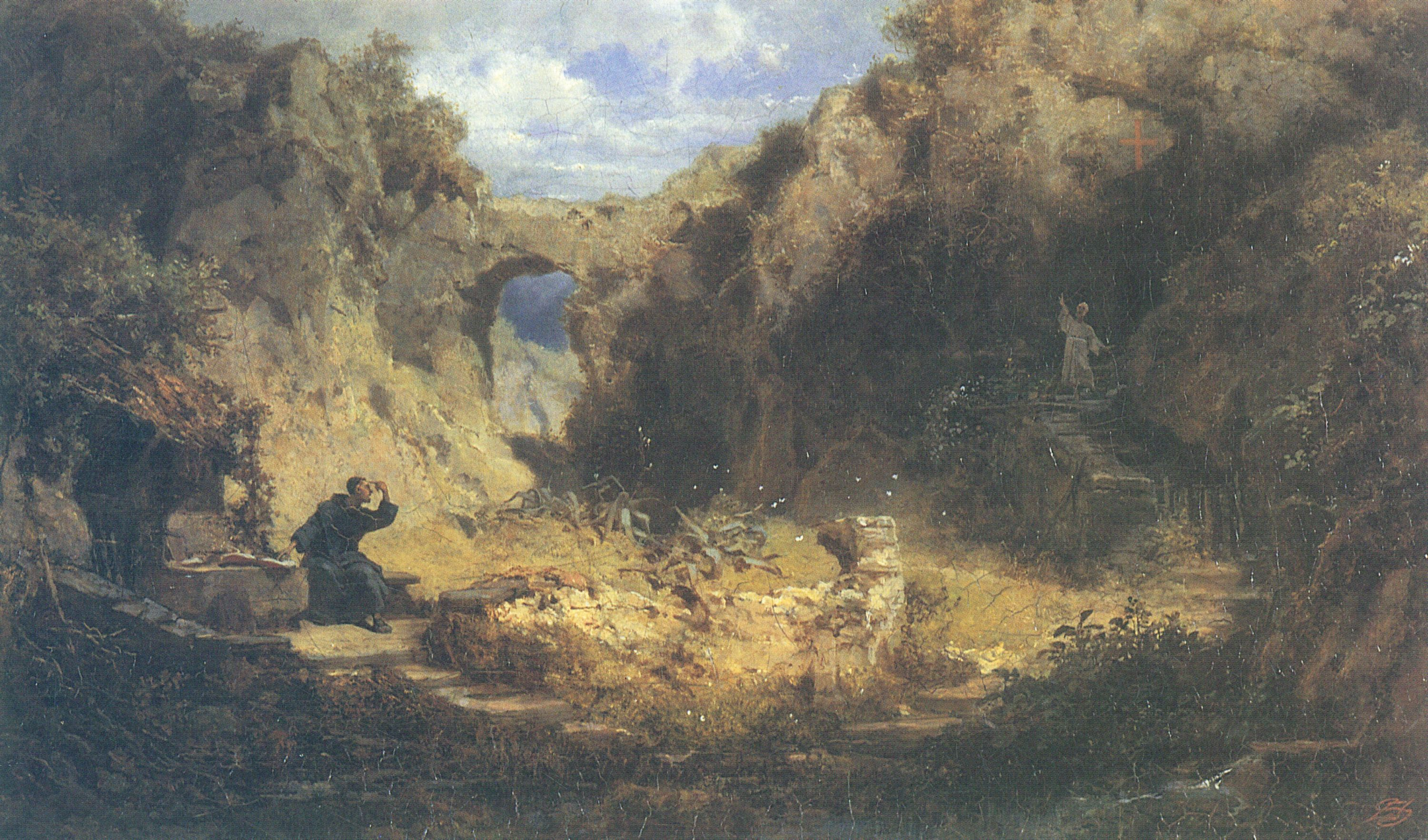
«Ченці-конкуренти», бл. 1870
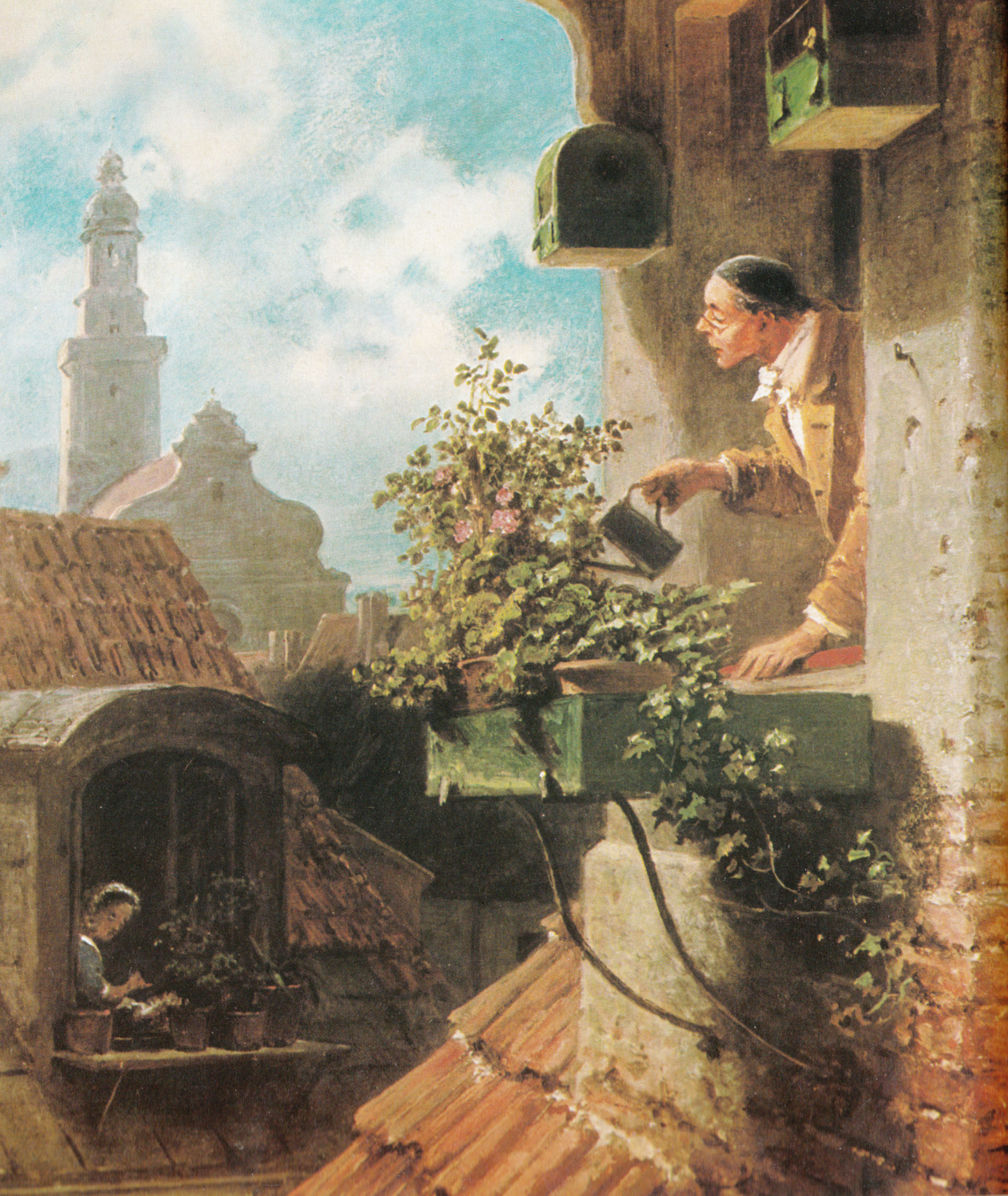
«Сусіди мансардного поверху», до 1870